# Mineralogisches Museum Hamburg
Das Mineralogisches Museum Hamburg war der Name für die Schausammlung der Mineralogie der Universität Hamburg und hat eine Ausstellungsfläche von 550 m². Sie enthält Mineralien, Erze, Edelsteine, Gesteine und Meteoriten. Die wissenschaftlichen Sammlungen der Mineralogie gehören zu den größten Deutschlands, auch wenn die Hamburger Sammlung nicht auf eine so lange Tradition zurückblicken kann, wie es bei anderen älteren Universitäten der Fall ist. Die weiter bestehende Sammlung ist heute Teil des Museums der Natur Hamburg.

## Geschichte
Die mineralogischen Sammlungen waren ursprünglich seit 1891 gemeinsam mit den anderen naturwissenschaftlichen Sammlungen Hamburgs im Naturhistorischen Museum am Steintorwall untergebracht, mussten jedoch bereits 1907 aufgrund von Platzmangel ins Mineralogisch-Geologische Staatsinstitut am Lübecker Tor ausgelagert werden. Dort wurde 1910 von Senator Werner von Melle ein Mineralogisch-Geologisches Museum eingeweiht. 1933 kamen die Schausammlungen in die Esplanade 1a. Nach der Auslagerung der Sammlungen während des Zweiten Weltkrieges fand hier auch 1950 die Wiederöffnung statt.
Aufgrund von kriegsbedingten Gebäudeschäden musste dieses Gebäude später aufgegeben werden. Die mineralogischen Sammlungen kamen schließlich ins 1958 neu errichtete Mineralogisch-Petrographische Institut in der Grindelallee 48. Eine öffentliche Schausammlung wurde allerdings erst 1969 wieder eröffnet. Bedingt durch die Flutkatastrophe von 1962 war zunächst das Rechenzentrum der Universität in die Museumsräume eingezogen. Erst nach Fertigstellung des Rechenzentrum-Neubaus in der Schlüterstraße standen die Räumlichkeiten für ihre ursprüngliche Bestimmung wieder zur Verfügung. Das Kunstwerk über der Eingangstür ohne Titel stammt von Arnold Fiedler und ist aus dem Jahre 1957. Er schuf noch drei weitere Werke an den Wänden im Inneren des Gabäudes.

## Aktuelle Situation

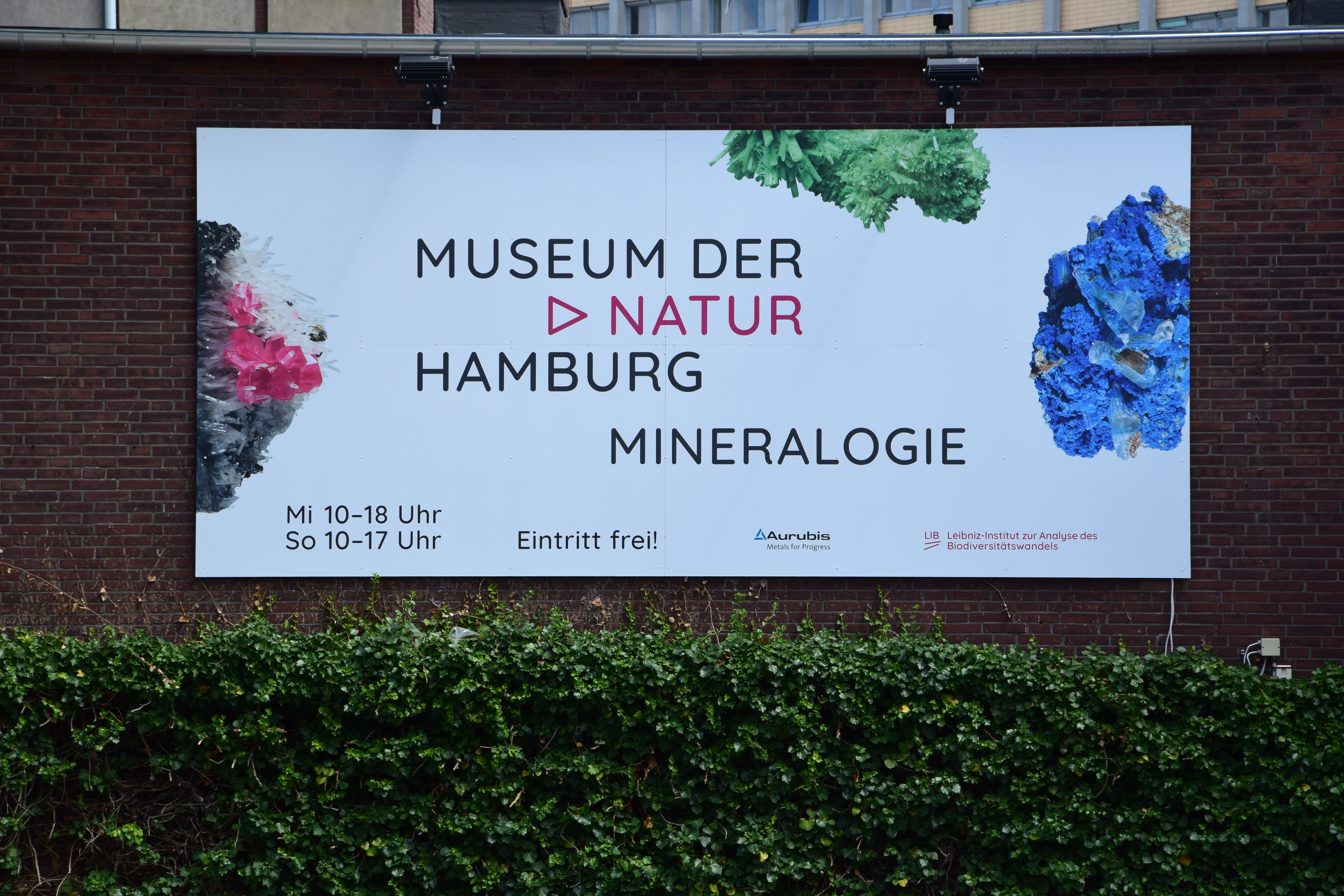
Eingangsschild der Mineralogie des Museums der Natur Hamburg

Die Mineralogie befindet sich in der Grindelallee im Stadtteil Rotherbaum und ist etwa 200 m Luftlinie von der zum Leibniz-Institut zur Analyse des Biodiversitätswandels (LIB) gehörenden Zoologie des Museum der Natur Hamburg entfernt. Öffnungszeiten sind mittwochs (10–18 Uhr) und sonntags (10–17 Uhr; außer an Feiertagen). Der Eintritt ist frei. Größere Gruppen haben die Möglichkeit, nach telefonischer Vereinbarung das Museum auch außerhalb dieser Zeiten zu besuchen. Unterstützt und gefördert wird die Mineralogie durch den Verein zur Förderung des Mineralogischen Museums.

## Sammlung
Derzeit umfassen die mineralogischen Sammlungen des Museums rund 90.000 Objekte, darunter etwa 50.000 Mineralien und mehr als 900 Meteoriten. Über zwei Etagen verteilt, präsentiert die öffentliche Schausammlung etwa 1.500 mineralogische Objekte. Darunter befinden sich so einzigartige Exponate wie der größte Eisenmeteorit in einem deutschen Museum, der 424 Kilogramm schwere Gibeon-Meteorit aus Namibia, oder die weltgrößten Antimonit-Kristalle aus Japan.
Der größte Teil der Schausammlung widmet sich den Mineralien. Weitere Ausstellungsthemen sind Meteoriten, Schmuck- und Edelsteine sowie Gesteine. Minerale bekannter mineralogischer Fundstellen, wie etwa der Tsumeb Mine und des Erongo-Gebirges in Namibia, der Manganerzfelder Südafrikas oder des Mont Saint-Hilaire in Kanada, vervollständigen die Ausstellung.
Das Museum bietet – im Unterschied zu den häufig eher systematischen mineralogischen Ausstellungen anderer Museen – eine galerieartige Ausstellungskonzeption, die Schönheit und Einzigartigkeit der Exponate vermitteln soll. Ein ähnliches Konzept verfolgt das größte Naturkundemuseum der Welt, das American Museum of Natural History in New York, mit seiner mineralogischen Abteilung, wohingegen andere Museen zeigen.

## Bilder

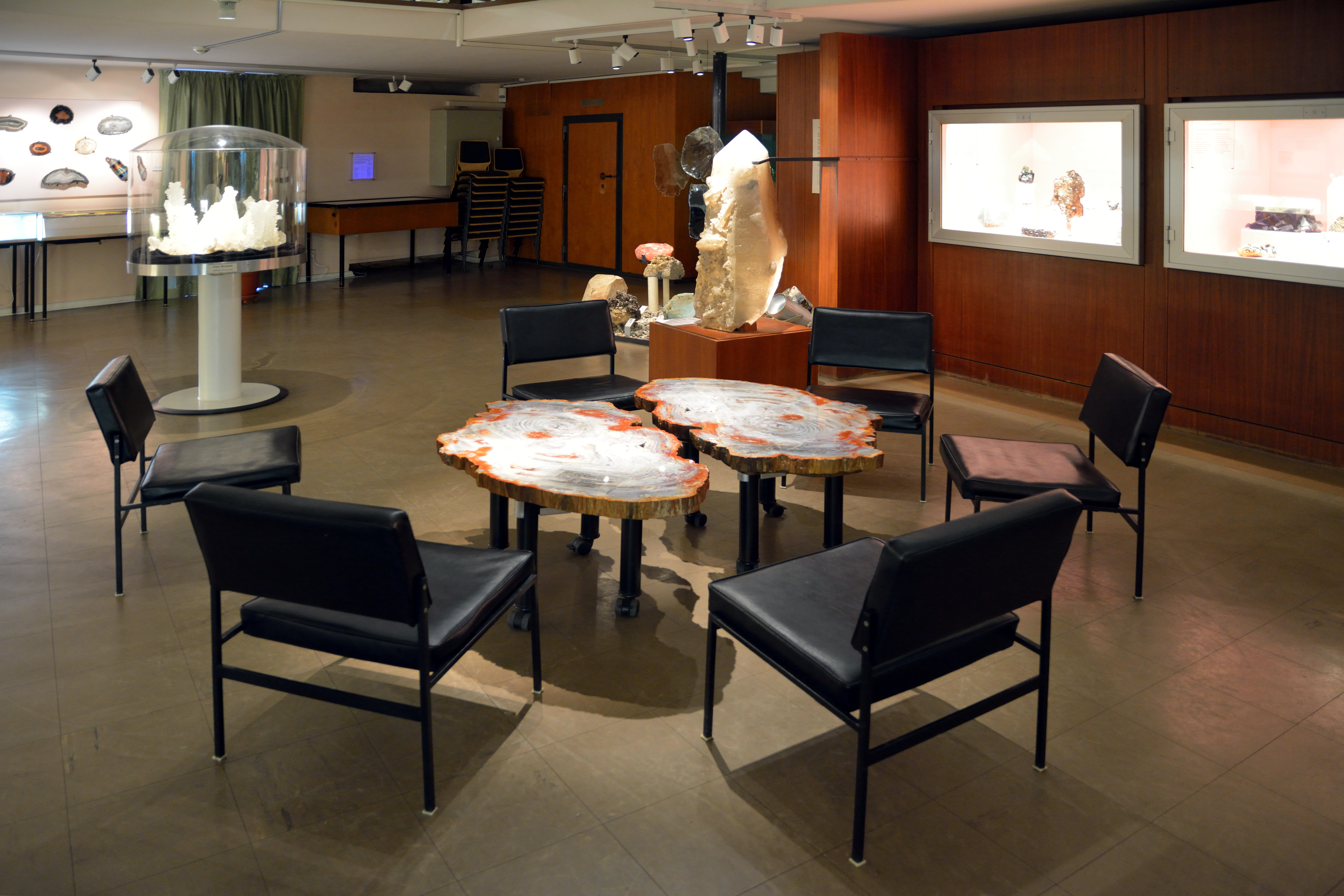
Blick in die Ausstellung
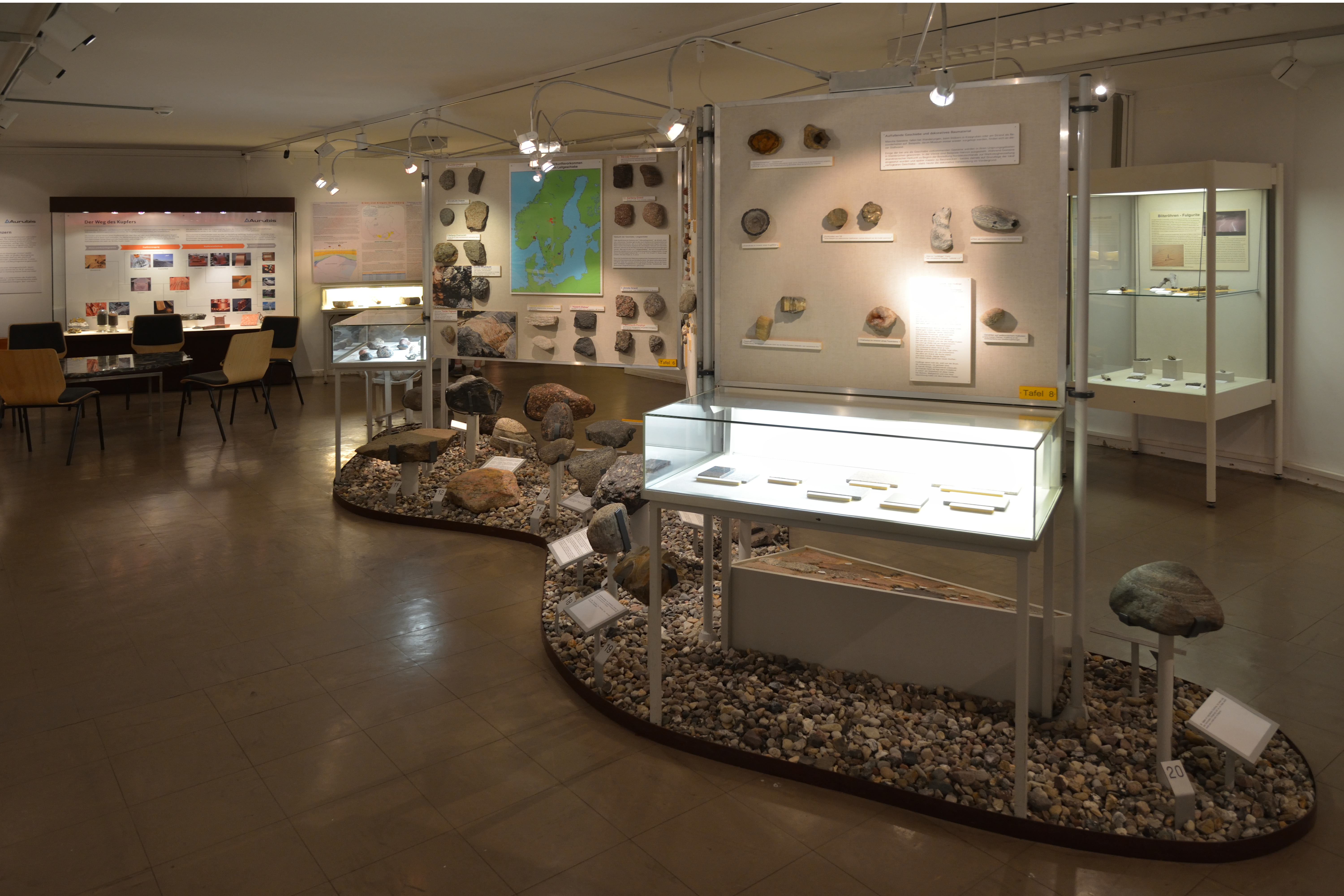
Blick in die Ausstellung
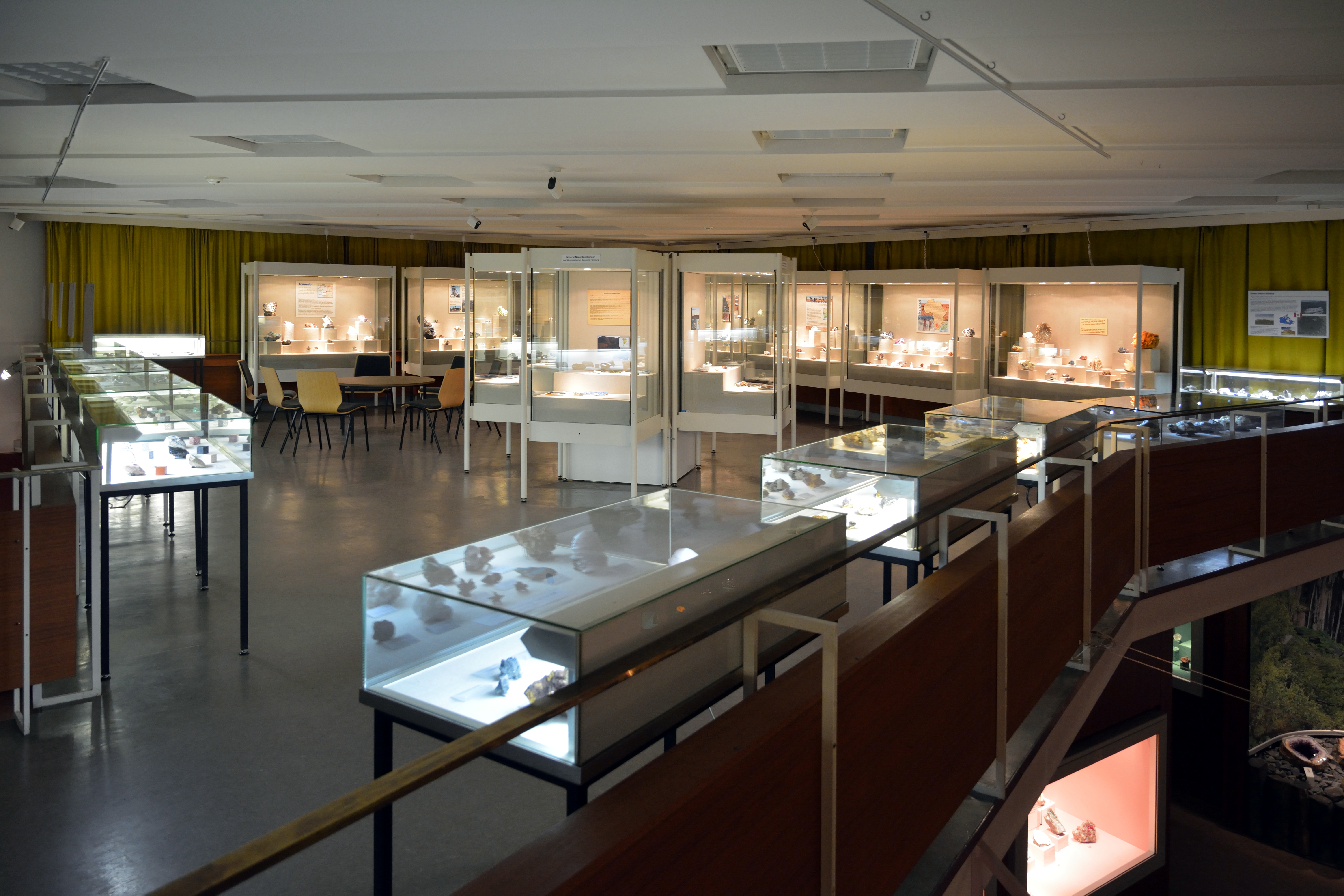
Blick in die Ausstellung
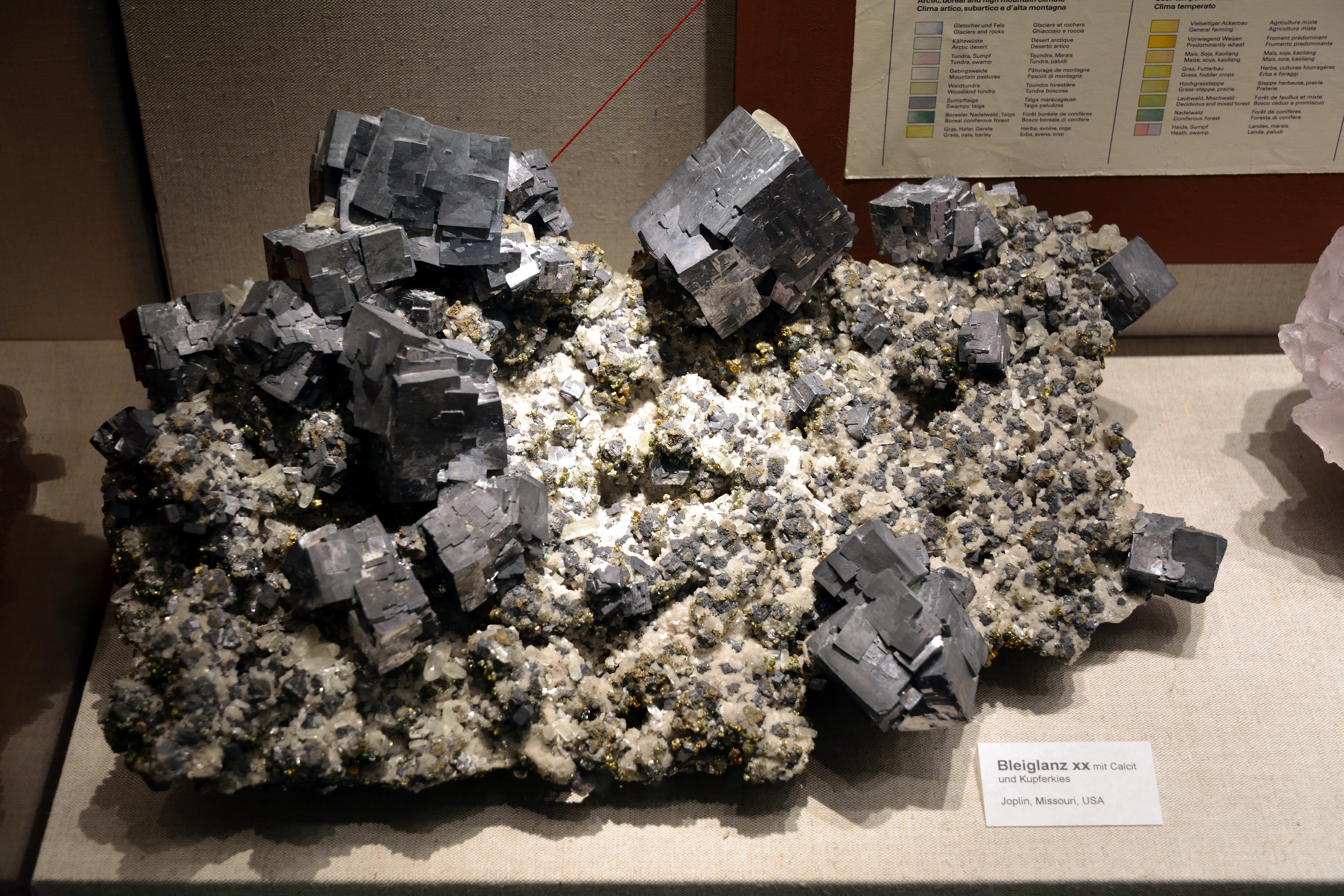
Bleiglanz als Beispiel eines ausgestellten Objektes